# 5 березня
5 березня — 64-й день року за Григоріанським календарем (65-й у високосні роки). До кінця року залишається 301 день.

## Свята і пам'ятні дні

### Національні
- Іран: День посадки дерев.
- Азербайджан: День фізичної культури та спорту
- Киргизстан: День працівника судової системи.

### Релігійні

#### Християнство
- День Святого Луція I (254).

Православ'я:
- Мученика Конона Ісаврійського.
- Мученика Онисія.
- Мученика Конона, градаря (землероба).
- Преподобного Марка.
- Преподобного Ісихія.
- Мучениці Іраїди.
- Мученика Євлогія, що в Палестині.
- Мученика Євлампія.

### Іменини
✙ Православні: Марко.
✝  Католицькі: Розалія, Віктор

## Події
- 1558 — Франциско Фернандес, медик за освітою, був посланий королем Іспанії Філіпом ІІ в Мексику для вивчення рослин та продуктів харчування. Ця дата вважається появою тютюну в Європі.
- 1616 — книга Миколая Коперника «Про обертання небесних сфер» отримала своє місце в Індексі заборонених книг.
- 1770 — «Бостонська бійня»: розстріл англійськими солдатами натовпу мешканців під час заворушень у Бостоні (убито 5 осіб).
- 1774 — у дворі паризького Палацу правосуддя королівським катом спалено мемуари П'єра Бомарше про свавілля судових органів.
- 1792 — революційний уряд Франції закрив університет Сорбонна і всі теологічні факультети в країні.
- 1824 — почалась перша англо-бірманська війна.
- 1836 — Семюель Кольт представляє промисловий зразок револьвера (калібр 0,34).
- 1842 — підрозділ мексиканської армії чисельністю близько 500 вояків окуповує Техас, а потім швидко повертається до Ріо Гранде.
- 1861 — оголошений маніфест Олександра II про скасування кріпацтва в Росії.
- 1868 — у Великій Британії запатентований степлер.
- 1877 — у Великому театрі пройшла прем'єра балету Чайковського «Лебедине озеро».
- 1904 — Нікола Тесла описує процес формування кульової блискавки.
- 1907 — друга Рада відкривається Санкт-Петербурзі, російські військові розганяють мирну демонстрацію чисельністю близько 40 000 осіб.
- 1912 — італійська армія вперше використовує авіацію з військовою метою: здійснена повітряна розвідка позицій за Турецькою лінією.
- 1933 — Велика Депресія: Президент США Франклін Рузвельт оголошує «банківський вихідний», що зачинив усі банки США, та заморозив усі фінансові операції.
- 1933 — у Німеччині націонал-соціалісти виграли парламентські вибори з 44 відсотками голосів.
- 1940 — Політбюро ЦК ВКП(б) офіційно ухвалило рішення про застосування найвищої міри покарання щодо польських військовополонених, які сиділи у радянських концтаборах після окупації Польщі. Більш як 20 тисяч людей одномоментно засуджені до розстрілу (Катинська трагедія).
- 1946 — Вінстон Черчилль вжив словосполучення «Залізна Завіса» у своїй промові в Фултоні; почалась Холодна війна.
- 1960 — сержант Елвіс Преслі демобілізувався з Армії США.
- 1970 — набрав чинності Договір про нерозповсюдження ядерної зброї.
- 1970 — остаточно виявлені атоми 105-го елемента, названого пізніше дубнієм.
- 1979 — космічний апарат «Вояджер-1» досягнув найтіснішого зближення з Юпітером.
- 1982 — Венера 14, радянський супутник прибув на планету Венера.
- 1995 — запрацював вебсервіс IRC, який діє й досьогодні.
- 1998 — NASA заявляє, що супутник Clementine на орбіті Місяця виявив достатні поклади води для забезпечення людської колонії на Місяці.
- 2000 — британські науковці вперше у світі провели успішну операцію з клонування свиней.

## Народились
Дивись також Категорія:Народились 5 березня
- 1512 — Герард Меркатор, математик, філософ, теолог, географ та картограф, якого назвали «Птолемеєм свого часу».
- 1637 — Ян ван дер Гейден, нідерландський художник епохи бароко і винахідник.
- 1685 — Георг Фрідріх Гендель, німецький та англійський композитор.
- 1696 — Джованні Баттіста Тьєполо, італійський художник.
- 1835 — Еміліо Зоккі, італійський скульптор.
- 1827 — Леонід Глібов, український байкар, поет і письменник.
- 1858 — Ісидора Навроцька, українська феміністка.
- 1870 — Євген Патон, український фахівець з електрозварювання та мостобудування, творець Інституту електрозварювання, автор мосту Патона в Києві.
- 1887 — Ейтор Вілла-Лобос, бразильський композитор і диригент.
- 1896 — Кіндрат Кропива, народний письменник Білорусі.
- 1903 — Наталія Забіла, українська поетеса, драматург.
- 1910 — Андо Момофуку, винахідник локшини швидкого приготування і супу з неї.
- 1911 — Михайло Черешньовський, український скульптор-монументаліст, різьбар по дереву, педагог і громадський діяч.
- 1922 — П'єр Паоло Пазоліні, італійський письменник, сценарист, кінорежисер.
- 1934 — Деніел Канеман, ізраїльсько-американський психолог, лауреат Нобелівської премії з економіки 2002 року.
- 1958 — Володимир Безсонов, український футболіст.
- 1988 — Ілля Кваша, український стрибун у воду, багаторазовий призер чемпіонатів Європи та світу, бронзовий призер Олімпійських ігор 2008 року.

## Померли
Дивись також Категорія:Померли 5 березня
- 1534 — Корреджо, італійський живописець доби Високого Відродження.
- 1535 — Лоренцо Коста, італійський художник доби Відродження, представник феррарської школи живопису.
- 1572 — Джуліо Кампі, італійський художник. Старший син художника Галеаццо Кампі.
- 1778 — Томас Арн, англійський композитор.
- 1815 — Франц Месмер, німецький лікар, цілитель, автор теорії «тваринного магнетизму» («месмеризм»).
- 1827 — Алессандро Вольта, італійський фізик і фізіолог. Засновник електродинаміки.
- 1827 — П'єр-Симон Лаплас, французький математик і астроном.
- 1876 — Марі д'Агу (псевдонімом Даніель Стерн), французька письменниця. Дружина угорського композитора Ференца Ліста, теща німецького композитора Ріхарда Вагнера.
- 1929 — Девід Данбар Бʼюїк, американський винахідник і підприємець шотландського походження, засновник автомобілебудівної компанії Buick.
- 1950 — Роман Шухевич, генерал-хорунжий, головнокомандувач УПА, голова Секретаріату УГВР
- 1953 — Сергій Прокоф'єв — український і радянський композитор.
- 1953 — Йосип Сталін — радянський військовий та політичний діяч грузинського походження, Генеральний секретар ЦК КПРС, Генералісимус СРСР.
- 1966 — Анна Ахматова (Горенко), російська поетеса українського походження.
- 1982 — Джон Белуші, американський актор.
- 1985 — Олександр Саєнко, український митець-декоратор.